# 马赞德兰语
马赞德兰语（مَزِروني），亦称：塔巴里语，属印度－伊朗语族西北伊朗语支，主要使用在伊朗马赞德兰省和戈勒斯坦省。与吉拉基语、扎扎其語，和俾路支语关系紧密。与波斯语也有较远的关系。塔巴里语使用者大约四百多万人。

## 歷史
馬贊德蘭語是現存的伊朗語支諸語中書寫歷史最長一個，可以追溯到10至15世紀。其原因是阿拉伯人入侵之後，馬贊德蘭獨立及半獨立統治者的統治。
用馬贊德蘭語書寫的文獻有《Marzban Nameh》和詩歌《Amir Pazevari》等。不過後來因為波斯人的強勢，其使用者便漸漸減少了。

## 外部連結
- Society for Iranian Linguistics. Among other services, archives PDFs of articles from linguistics journals, including those written in Persian.
- Institute for Humanities and Cultural Studies （页面存档备份，存于）, Tehran.
- Ethnologue Report for Mazandarani （页面存档备份，存于）
- Audio recordings available for Mazandarani
- Dictionary of Mazandarani, with translations into Saravi, Baboli, and Amoli dialects